# Аскволл
Аскволл (норв. Askvoll) — коммуна в губернии Согн-ог-Фьюране в Норвегии. Административный центр — город Аскволл. Официальный язык — нюнорск. Население на 2007 год составляло 3065 чел. Площадь — 326,46 км², код-идентификатор — 1428.

## История населения

Статистика коммуны Аскволл

Население за последние 60 лет.